# Павликянски правопис
Павликянският правопис е опит за създаване на писмена норма на българския език с латински букви, използвана от павликянските книжовници през XVIII и XIX век в Пловдивско. Павликянският правопис има общи корени и сходни елементи с Банатската писмена норма, но двете системи имат своите специфики поради тяхната изолираност в развитието им. Например, при павликянския правопис за разлика от банатската норма h не се използва за отбелязване на ч и ш.
Името на правописа идва от наименованието на диалекта, използван за написване на произведенията и няма нищо общо с религията на павликяните.
Павликянският правопис, както и банатския български език, използва свое писмо, формирано на елементи на хърватската редакция на латиницата и елементи от италианския правопис. С павликянския правопис се съхранява формите на говоримия от пловдивското католическо население български език през XVIII и XIX век, изповядвало в миналото павликянството.

## История на павликянски правопис
Произведенията на Чипровската книжовна школа са писани основно на латински език и една от основната им цел е била да информира Рим за състоянието на католицизма в българските земи. След разгрома на Чипровското въстание, книжовниците от Чипровската книжовна школа са прокудени от българските земи. Те продължават да творят в изгнание. Седалището на католическия администратор е преместено от Чипровци в Пловдив, където се намира компактна група от български павликяни, които предишните десетилетия са приели католицизма. С назначаването на българи за администратори на Софийско-пловдивския апостолически викариат, започват да се създават произведения за миряните, изповядващи католицизма в Пловдивско.
Църковнославянският език не е познат на католическото духовенство, което е обучавано основно в колегиите в Лорето и Рим. Там те са обучавани основно в среди с хървати. Италианският език им е също добре познат. Така още през XVIII в. на основата на народни говор и достъпа на свещениците до хърватската книжнина, започва да се формира павликянският правопис в творбите на епископ Павел Гайдаджийски (Дуванлията) и отец Петър Ковачев (Царски).
Индиректен опит за кодифициране на павликянски правопис е направена от отец д-р Яко Яковски през 1844 г. в издадената от него в Рим притурка Азбука Българска или Кирилица публикувана за първи път за католиците от Тракия, България към сборника Наука християнска за християните от Филибелийската държава. В нея авторът обяснява как да се чете на български с латинските букви по възприетия от свещениците правопис. През 1857 г. отец Яко Яковски е назначен за енорийски свещеник в село Герен (днес село Белозем, Пловдивско). В селото е имало преселници от неговото родно място (Калъчлий - днес кв. „Генерал Николаево“ на град Раковски). Той е дал копие от една от своите книги на родственик, който се научил да чете и след това научил дъщеря си да чете и пише с павликянски правопис, а тя впоследствие обучавала свои приятелки в дома си. За една година групата нараснала до около 15 момичета. Била отделена една стая в църквата за училище. Учело се само в неделя и празнични дни, в продължение на 1 – 2 часа.
През 1862 г. отец Яковски е назначен за енорийски свещеник в село Балтаджа (днес кв. „Секирово“ на град Раковски). Там той успява да убеди общината да отдели средства за построяване на училище. Отец Яковски става първият учител, където децата са обучавани да четата и пишат български с латински букви.
Освен отец Яковски през XIX век много други български и италиански католически духовници създават основно религиозни творби изпозвайки павликянския правопис. Още в началото на века отец Андрея Тунов написва няколко творби, сред които „Богомилни молитви върху здрава кралица и по-главните празници на Дева Мария“. С установяване на мисията на капуцините в Пловдивско през 1841 г., много от тях усвояват павликянския говор и започва разцветът на павликянската книжнина. Написани са много творби и някои са издадени в Цариград и Рим. Епископ Андреа Канова издава 3 книги на павликянски в Цариград, отец Едуард Валпа - 5 книги в Рим, Цецилий Бриньоне - една книга в Рим, която има две издания и др.
- Книги, издадени с павликянски правопис
- Яко Яковски, Петър Арабаджийски, „Молитвеник за християните от Пловдивско“, 1844 г.
- Яко Яковски, „Азбука Българска или Кирилица публикувана за първи път за католиците от Тракия, България“, 1844 г.
- Цецилий Бриньоне, „Богомилният живот“, 1877 г.

Естествено творбите на светски теми от павликянските книжовници не са спонсорирани от църквата и остават неиздадени. Сред тях са обширни италиано-български и българо-италиански речници на отец Валпа. Той също е написал „Българска граматика на италиански“, „Кратка история на Пловдивската католическа мисия“. Той превежда на павликянски и популярната в българското общество по това време „Многострадална Геновева“. Отец Валпа е съшо автор на два от запазените четири известни павликянски преписа на Паисиевата „История славянобългарска“.
След Освобождението, от 1879 до 1881 г. училищата в пловдивските католически села преминават към използване на кирилица при обучение по четене и писане на български език. След Съединението свещениците също започват да използват кирилица. Така павликянския правопис представа да се използва и да се развива.

## Изследване на павликянския правопис
Павликянската книжнина е обект на изследване още от края на XIX и началото на XX в. Един от пионерите в тази област е професор Милетич в творбите си „Нашите павликяни“ и „Павликянското наречие“. Много от творбите на павликянските книжовници останали в ръкописи са предадени след Първата и след Втората световна война на съхранение в Националната библиотека и стават достъпни за изследване от българските филолози. През 1920-те Беньо Цонев изследва ръкописи от XVIII в. По-късно Людвиг Селимски и Красимир Станчев правят изследвания върху творчеството на павликянските книжовници.
През 2022 г. проф. Петко Димитров Петков завършва и публикува изследване на ръкописа на Българската история на отец Валпа. В изследването си той сравнява лексиката на ръкописа с останалите павликянски преписа на Паисиевата история и „Царственика“. Последният е основен източник, използван от отец Валпа при написване на своята българска история.
Освен правописа и лексиката в своето изследване проф. Петков разглежда и граматическите особености на текста на отец Валпа. Като споменава, че
| „ | „всяка една от павликянските книги предлага в почти завършен вид една книжовна норма с нормиран правопис, с що-годе нормирана граматика и със стабилност на лексикалните средства“. | “ |

Изведената от проф. Петков кодировка съвпада в основни линии с кодировката, дадена от отец д-р Яковски през 1844 г.
| Латиница Съответствие на кирилица | A А или Ъ | В Б | С Ч | D Д | Е   | F Ф | G Г | H Х | I И | J Й | К   | L Л  | М    |
| Латиница Съответствие на кирилица | N Н       | О   | P П | R Р | S С | Т   | U У | V В | Х Ж | Z Ц | Ȥ З | SC Ш | ST Щ |